# アカウントベースドマーケティング
アカウントベースドマーケティング (英: account-based marketing、ABM)は、キーアカウントマーケティング (key account marketing)とも呼ばれ、アカウント認識に基づくBtoBマーケティングへの戦略的アプローチであり、組織は個々の見込み客または顧客アカウントを1つの市場と見なしてコミュニケーションを行う。アカウントベースドマーケティングは通常、大企業の営業組織で採用されている。
アカウントベースドマーケティングは、企業が次のことを行うのに役立つ。
- アカウントとの関連性を高める
- 取引をより早く、より高く行う
- マーケティング活動をアカウント戦略に合わせる
- マーケティングから最高の価値を引き出す
- 魅力的なコンテンツで顧客を刺激する
- 特定の市場内の特定の会社の特定の連絡先を特定する

BtoBマーケティングは通常、業界、製品/ソリューション、またはマーケティングチャネル（ダイレクト/ソーシャル/広報）ごとに編成されるが、アカウントベースドマーケティングでは、これらすべてをまとめて個々のアカウントに焦点を合わせる。市場がますますコモディティ化されるにつれ、顧客はサプライヤーと競合他社の間には価格以外の差はほとんどないと考えている。

## 背景と従来のBtoBマーケティングとの違い
複雑なビジネス提案のマーケティングでは、アカウントベースドマーケティングが既存の顧客アカウント内でビジネスを拡大する上で重要な役割を果たす（たとえば、より広義な意味での産業マーケティングは、既存の顧客にアピールするのに十分なターゲティングができない）。最初の販売に数か月かかったシナリオでは、アカウントベースドマーケティングが顧客の長期的な価値の増加をもたらすと報告されている 。ABMは、最初の販売を支援する主要な見込み顧客アカウントにも適用できる。たとえば、ノースロップ・グラマンは、20億ドルの取引を成功させるために、ABMを採用した。 
調査によると、バイヤーは最新の提案を既存サプライヤーに期待しているが、同時にしばしば失望している。英国の調査では、既存サプライヤーが、ITバイヤーが新しいソリューションを探す情報チャネルのトップとなったが、50％以上が、サプライヤーによるマーケティングが不十分であると感じていた。この調査はまた、組織が新規顧客よりも既存顧客からより多くの売上を生み出すこと簡単であることを示している。意思決定者の77％は、新規サプライヤーからのマーケティングはターゲティングが不十分であり、既存サプライヤーとのビジネスを継続する方が正当化しやすいと述べている。各アカウントを個別に扱うことにより、アカウントベースドマーケティング活動をより正確にターゲティングしてオーディエンスに対応でき、ターゲティングされていないダイレクトマーケティング活動よりも関連性があると見なされる可能性が高くなる。

### 営業およびマーケティングチームの役割
ABMはの営業部門とマーケティング部門が連携すべき一例である。 両者が連携することで、組織は戦術的なマーケティング活動を定義された販売目標と統合し、営業からのフィードバックを元に新しい潜在的な市場を特定することができる。 ABMを成功させるには、営業との連携が不可欠であり、マーケティングはアカウントベースで測定と最適化を行う必要がある。ABMは、潜在顧客（またはこれらの企業内の人々）を対象とする従来のインバウンドマーケティングとは対照的に、アカウント（または企業全体）を対象としている。マーケターと企業（または組織化された人々のグループ）に販売する営業との間に本質的な断絶がある場合が多く、両者の間の連携が不可欠である。
マーケティングは主要アカウントに関するインテリジェンスの開発においてもますます重要な役割を果たしている。Peppers and Rogers（1993）は次のように提案している「2人のマーケターが同一顧客で競合しており、競合の諸条件がすべて同じである場合、その特定の顧客の情報についてマーケターは一番よく知っており[…]より効率的に競争することができる。」

### アカウントベースドマーケティングとIT業界
アカウントベースドマーケティングから現在最大の利益を得ている組織は、IT、サービス、およびコンサルティング会社である。複雑な提案、長い販売サイクル、大規模な顧客を抱えるこれらの組織は、このアプローチを採用すべき理想的な候補である。採用は他の業界にも広がっている。

### キーアカウントの選択
キーアカウントは、アカウントベースドマーケティングの対象として組織内で扱われるアカウントである。すべてのアカウントが戦略的・主要アカウントとして指定される要件を満たしているわけではなく、組織はアカウントベースドマーケティング活動のためにどのアカウントを対象とすべきか、貴重なアカウントを失わないように選択する必要がある。選択に当たっては、売上履歴、アカウント活動履歴、利益と収益性、長期的な関係が保てるかを検討する必要がある。最後に、自社とアカウントの共通点を見つけることは、対象アカウントがこの種のサービスを自社からしか購入できない理由やアプローチを見つけるのに役立つ。最高の利益をもたらすアカウントを選択するにあたっては、パレートの法則を意識してトップアカウントに集中すべきである。
以下は、キーアカウントとの関係が変わってしまう危険信号である。 
- 自社に定期的に来ていたはずのビジネスがどこかに行ってしまった
- 自社内の組織再編成により関係の変化が起こる可能性がある
- 先方と自社はいずれも取引から投資対効果が上がっているとみていない
- お互いの目標が達成されていない